# Ibmer Moor
Das Ibmer Moor, benannt nach der Ortschaft Ibm (Gemeinde Eggelsberg), ist mit rund 2000 Hektar die größte zusammenhängende Moorlandschaft Österreichs und liegt in den oberösterreichischen Gemeinden Eggelsberg, Moosdorf und Franking. Der Landschaftsraum ist österreichisches Naturschutzgebiet und europäisches Vogelschutzgebiet. Als diese geschützten Flächen wird das Ibmer Moor unter dem Namen Frankinger Moos geführt. 

## Landschaft

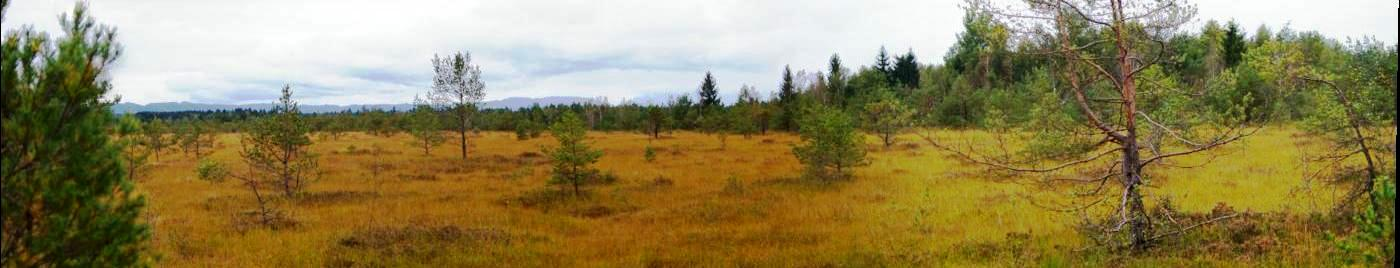
Landschaft im Ibmer Moor

Die zeitweise intensive wirtschaftliche Nutzung der Moorflächen bis in die 1970er Jahre hat die ursprüngliche Vegetation durch Torfstich, Entwässerung oder Beweidung stark geschädigt. Trotzdem befindet sich im Ibmer Moor weiterhin eine große Vielfalt auch seltener Moorpflanzen sowie eines der größten Brachvögelvorkommen Österreichs. Bemerkenswert ist die Mischung der unterschiedlichen Moortypen Niedermoor, Übergangsmoor und Hochmoor. Das Ibmer Moor entwässert über den Franzensbach unterhalb von St. Georgen in die Salzach. 
Das Ibmer Moor hängt als Naturlandschaft zusammen mit dem Weidmoos (zu den Salzburger Gemeinden St. Georgen und Lamprechtshausen gehörend) sowie mit dem Bürmooser Moor (in der ebenfalls Salzburger Gemeinde Bürmoos liegend).
An der Ibmer Kapelle befindet sich zur Erinnerung an den Beginn der Erschließung des Moores eine Gedenktafel mit der Inschrift: „Zu Ehren des Herrn August Planck Edler von Planckenburg – Gründer der Ibm-Waidmooser Wassergenossenschaft unter dessen umsichtigen Leitung die Entsumpfung der hiesigen Moore begonnen wurde. – Gestorben am 4. Dezember 1894 im 55. Lebensjahr.“
Ein Teil des Gebietes ist seit 1973 über einen rund 4 km langen Moorlehrpfad allgemein zugänglich.

## Naturschutz

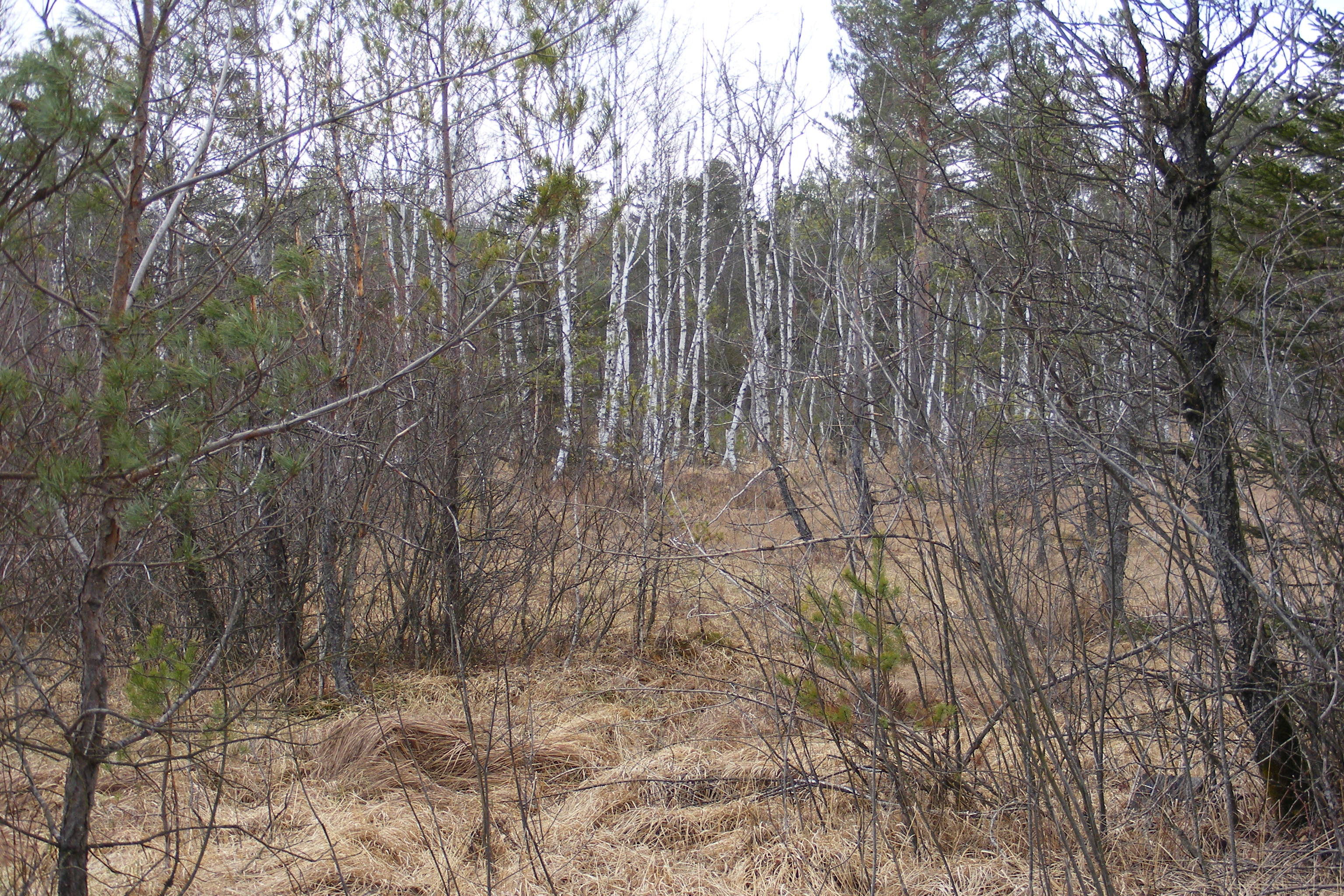
Ibmer Moor im April

Geschützt ist die Moorlandschaft als österreichisches Naturschutzgebiet und Natura 2000-Vogelschutzgebiet unter dem Namen „Frankinger Moos“ (mit der Nummer n123 als oberösterreichisches Naturschutzgebiet bzw. mit der Bezeichnung AT3102000, nn 02 als Natura-2000-Gebiet registriert). Ein Teil ist unter dem Namen „Pfeiferanger“ (n048 bzw. AT3103000, nn 03) eingetragen. Außerdem gehört das Moor zum Sammel-Fauna-Flora-Habitat-Gebiet „Wiesengebiete und Seen im Alpenvorland“ (AT3123000, eu 06). Das Ibmer Moor gilt zusätzlich als ein Vogelschutzgebiet von Weltgeltung und ist in Form einer „Important Bird Area“ in Österreich unter der Bezeichnung AT035 als ein solches ausgewiesen.
Das angrenzende Weidmoos ist ein Salzburger Naturschutzgebiet (NSG 00024) und ebenfalls Natura-2000-Vogelschutzgebiet (AT3225000, ESG 00003). Das daneben befindliche Bürmooser Moor fällt unter die gleichen Schutzmaßnahmen (NSG 00028 bzw. AT3228000, ESG 00018).

## Tourismus

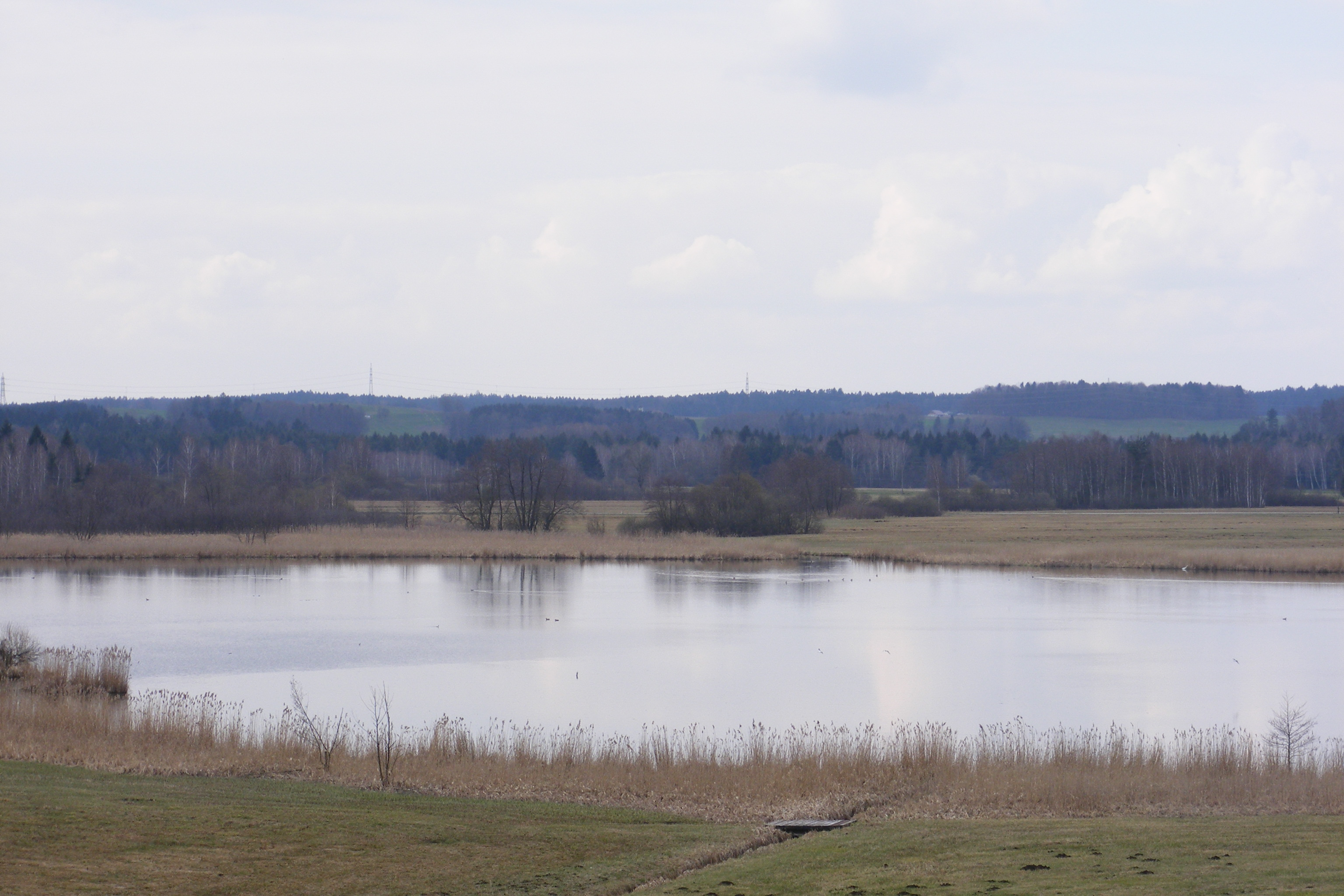
Seeleitensee am Rande des Ibmer Moores

Das Moorgebiet und die auch weiter umliegenden Gemeinden werden unter der Marke „Seelentium – Wohlfühlregion Oberes Innviertel / Flachgau“ touristisch beworben. Für das Ibmer Moor und das Weidmoos werden Wanderungen und Exkursionen angeboten, wobei auf sorgsamen Umgang mit dem Moor bewusst geachtet wird. 
An das Moor angrenzend im Norden befindet sich unweit des kleinen, öffentlich nicht zugänglichen Seeleitensees der größere Heratinger See mit Möglichkeit der Umwanderung (Barfußweg mit Insektenhotel) sowie mit Campingplatz und Bademöglichkeit. Südlich des Moores gibt es in der Ortschaft Hackenbuch ein Heimat- und Moormuseum, unter anderem mit Informationen zur dortigen Tier- und Pflanzenwelt und zur Nutzung aller Moore der Region in der Vergangenheit.
Nach dem Ibmer Moor ist der „Ibmer Moor-Radweg“ benannt, ein rund 36 km langer, unter der Bezeichnung R 25 geführter Radwanderweg von Riedersbach nach Hochburg-Ach.